# Sicyos collinus
Sicyos collinus är en gurkväxtart som beskrevs av Robinson och Fern. Sicyos collinus ingår i släktet hårgurkor, och familjen gurkväxter. Inga underarter finns listade i Catalogue of Life.